# Oscar Sonneck

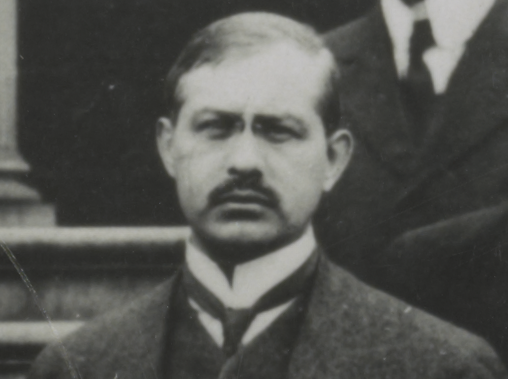
Oscar Sonneck (1914)

Oscar Sonneck, vollständig Oscar George Theodore Sonneck (* 6. Oktober 1873 in Jersey City; † 30. Oktober 1928 in New York City) war ein deutsch-amerikanischer Musikwissenschaftler, Bibliothekar und Bibliograph.

## Leben
Oscar Sonneck wurde in New Jersey geboren, wuchs aber in Deutschland auf. Er besuchte die Kieler Gelehrtenschule und das Kaiser-Friedrich-Gymnasium in Frankfurt am Main bis zum Abitur 1893. Von 1893 bis 1897 studierte er Musikwissenschaft an den Universitäten Heidelberg und München. Daneben nahm er Unterricht im Klavierspiel und in Kompositionslehre. 1899 unternahm er eine Studienreise nach Italien.
Nach fast 30-jähriger Abwesenheit kehrte er in die USA zurück. Er war entschlossen, erstmals die Musikgeschichte der USA zu erforschen und zu publizieren. Das erste Ergebnis war A Bibliography of Early Secular American Music. Sonneck konnte keinen Verleger für das Werk finden und musste es auf eigene Kosten drucken lassen. Herbert Putnam, der Direktor der Library of Congress, dem Sonneck ein Exemplar schickte, wurde auf ihn aufmerksam und bot ihm 1902 an, die neugeschaffene Musikabteilung der Library of Congress zu leiten. Sonneck gelang es, aus den zahlreichen, aber verstreuten Copyright-Pflichtexemplaren an Musikdrucken eins der weltgrößten Archive für Musikforschung zu schaffen. Dazu erarbeitete er ein 1904 eingeführtes Bibliothekarisches Regelwerk als Teil der Library of Congress Classification für die Klasse M: Noten und Musikliteratur, das in revidierter Form im Wesentlichen bis heute in Gebrauch ist. Er baute systematisch, auch mit Hilfe von Händlern in Europa wie Leo Liepmannssohn, eine internationale Sammlung von Musikdrucken, Autographen und Musikliteratur auf. 1908 gelang ihm der Ankauf der Libretti-Sammlung von Albert Schatz.
Sonneck gründete 1915 die Zeitschrift The Musical Quarterly und wurde ihr Chefredakteur. 1917 schied er aus dem Dienst der Library of Congress aus. Er ging zum New Yorker Musikverlag G. Schirmer, wo er 1921 Vizepräsident des Unternehmens wurde. Hier arbeitete er eng mit Theodore Baker zusammen.
Ab 1918 war er ehrenamtlich Bibliothekar der New Yorker Beethoven Association. Die von ihm aufgebaute Sammlung an Beethoveniana kam 1940 an die New York Public Library.
Sonneck komponierte auch, vor allem Stücke für Klavier sowie Lieder. Seine Bibliographien sind bis heute Standardwerke.

## Nachlass
Sonnecks Forschungsnotizen sowie umfangreiche Teile seiner Korrespondenz kamen nach und nach an die Library of Congress, wo sie die Oscar George Theodore Sonneck Collection bilden.

## Werke

### Schriften
- Ein kritisch-polemisches Referat über die Musik-ästhetischen Streitfragen u.s.w. von Friedrich Rösch als Protest gegen den Symbolismus in der Musik. Knauer, Frankfurt (Main) 1897, (Digitalisat).
- A Bibliography of Early Secular American Music. Printed for the Author, Washington DC 1905, (Revised and enlarged by William Treat Upton. ebenda 1945).
- Early Concert-Life in America. 1731–1800. Breitkopf & Härtel, Leipzig 1907.
- Report on „The Star-Spangled Banner“. „Hail Columbia“. „America“. „Yankee Doodle“. Government Printing Office, Washington DC 1909, (Digitalisat).
  - The Star-Spangled Banner. Revised and enlarged from the „Report“ on the above and other airs, issued in 1909. Government Printing Office, Washington DC 1914, (Digitalisat).
- Library of Congress. Catalogue of Opera Librettos. Printed before 1800. 2 Bände. Government Printing Office, Washington DC 1914, (Digitalisate: Band 1, Band 2; Nachdruck. Franklin, New York NY 1967).
- Early Opera in America. Schirmer, New York NY u. a. 1915, (Digitalisat).
- Suum cuique. Essays in Music. Schirmer, New York NY u. a. 1916, (Digitalisat).
- Catalogue of first editions of Edward Mac Dowell (1861–1908). Government Printing Office, Washington DC 1917, (Digitalisat).
- Miscalleneous Studies in the History of Music. Macmillan, New York NY 1921, (Digitalisat).
- Beethoven. Impressions of Contemporaries. Schirmer, New York NY 1926, (Digitalisat).
- The Riddle of the Immortal Beloved. A Supplement to Thayer’s „Life of Beethoven“. Macmillan, New York NY 1927

### Kompositionen
- Vermischte Lieder. New York: Breitkopf & Härtel 1912
- Four Poems by Edgar Allan Poe. für Bariton und Klavier, op. 16, 1917
- Ein kleiner Lieder-Zyklus: Sechs Lieder zu Gedichten von Theodor Storm. op. 18, 1921
- Studies in Song. op. 19, 1923